# Aschauer Ache
Die Aschauer Ache, im Unterlauf Reither Ache, manchmal auch Reinache oder Spertner Ache ist ein 23 km langer linker Nebenfluss der Großache im Bezirk Kitzbühel in Tirol. Sie hat einen Zufluss des verwechselbaren Namens Aschauer Bach, den auch noch Bäche anderswo tragen.

## Verlauf
Die Aschauer Ache entsteht aus der Vereinigung von Oberer-Grund-Ache und Unterer-Grund-Ache südlich von Aschau im Spertental in den Kitzbüheler Alpen. Die Unterer-Grund-Ache entspringt unterhalb der Geige in einer Höhe von 2001 m ü. A. (47° 18′ 32″ N, 12° 15′ 21″ O) und hat eine Länge von 10,3 km. Die Quelle der 7,2 km langen Oberer-Grund-Ache liegt in einer Höhe von 1693 m ü. A. unterhalb des Stangenjochs auf Salzburger Gebiet  (47° 19′ 39″ N, 12° 19′ 2″ O).
Die Aschauer Ache läuft anfangs in nördlicher Richtung durch das Spertental. Bei Kirchberg in Tirol erreicht sie das Brixental und macht einen scharfen Knick nach Osten. Hier verläuft westlich eine Talwasserscheide, die die Aschauer Ache vom Einzugsgebiet der dem Inn zufließenden Brixentaler Ache trennt. Nach wenigen Kilometern wendet sie sich wieder nach Norden, fließt durch Reith bei Kitzbühel und heißt im weiteren Verlauf Reither Ache. Östlich von Going nimmt sie den vom Wilden Kaiser kommenden Goinger Hausbach auf und fließt wieder Richtung Osten ins Leukental. Am südlichen Ortsrand von St. Johann in Tirol mündet sie in die Großache, die hier noch Kitzbüheler Ache genannt wird.

## Einzugsgebiet und Wasserführung
Das Einzugsgebiet der Aschauer Ache misst rund 148 km² und erstreckt sich von 664 m ü. A. (Mündung) bis 2366 m ü. A. (Großer Rettenstein).
Der mittlere Abfluss beträgt am Pegel Kirchberg, 14,4 km oberhalb der Mündung, 3,08 m³/s, am Pegel Sperten kurz vor der Mündung 4,93 m³/s, was einer  Abflussspende von 38,9 bzw. 33,4 l/s·km² entspricht.
Die Aschauer Ache weist ein nivales Abflussregime auf, das von der Schneeschmelze in den höheren Lagen des Einzugsgebietes geprägt ist. Der mittlere Abfluss am Pegel Sperten ist im wasserreichsten Monat Mai (9,31 m³/s) knapp fünf Mal höher als im wasserärmsten Monat Jänner (2,01 m³/s).

## Umwelt
Die Quellbäche liegen im Landschaftsschutzgebiet Spertental-Rettenstein und sind relativ naturbelassen. Die Ufer der Aschauer Ache sind streckenweise, in den Ortsgebieten von Kirchberg, Reith und St. Johann sogar durchgehend verbaut. Im Oberlauf weist die Ache Gewässergüteklasse II, unterhalb von Reith Klasse I-II auf.

## Wirtschaftliche Nutzung
Drei Ausleitungskraftwerke nutzen das Wasser der Aschauer Ache zur Erzeugung von elektrischer Energie. An zwei Stellen wird Wasser für Beschneiungsanlagen in den Schigebieten Kitzbühel und Wilder Kaiser entnommen.